# Пер Якобсон
Пер Якобсон (на шведски: Per Jacobsson) е шведски икономист.
Той е роден на 5 февруари 1894 година в Танум. Завършва право и икономика Упсалския университет.
След кратка преподавателска кариера от 1920 до 1928 г. е във финансово-икономическата секция на Обществото на народите. След това работи в други международни финансови институции и научни организации, като взима участие в създаването на Централната банка на Ирландия.
От 1956 до смъртта си през 1963 г. е управляващ директор на Международния валутен фонд.
Пер Якобсон умира в Лондон на 5 май 1963 г.
На 5 февруари 1964 г. е основана фондацията, носеща неговото име – Фондация „Пер Якобсон“, която да продължи идеите и работата на покойния управляващ директор на Международния валутен фонд.